# Filuren
Teaterhuset Filuren er et dansk teater for børn og unge. Teatret har til huse i Musikhuset Aarhus og råder over en teatersal med plads til 150 tilskuere.
Teaterhuset Filuren er en selvejende institution, stiftet i 1972, og udover professionel teaterproduktion formidler Teaterhuset Filuren aktiviteter af dramapædagogisk karakter til skoler og institutioner. Dertil står de for driften af Teaterhuset Filurens kulturskole for teater og dans, hvor mere end 600 børn går til fritidsaktivitet igennem en sæson. For de ældste teaterelever findes også talentprogrammet SGK (scenekunstnerisk grundkursus), hvor unge, sideløbende med en ungdomsuddannelse kan styrke deres talent for scenekunst.  .